# Наш свет

Алмаз «Наш свет».

«Наш свет» (тсвана Lesedi la Rona) — прозрачный бесцветный алмаз ювелирного качества, найденный канадской горнодобывающей компанией Lucara Diamond Corporation на руднике Карове (англ. Karowe) на месторождении в северной части Центральной Ботсваны 16 ноября 2015 года, о находке компания сообщила 18 ноября.
Масса найденного алмаза равна 1109 каратам (221,8 г); в первых сообщениях о находке указывалась масса 1111 карат. Размеры алмаза — 65×56×40 мм.
На момент обнаружения алмаз стал вторым по величине в истории. Единственный алмаз бо́льших размеров — «Куллинан» («Звезда Африки») — был найден в 1905 году, его масса до разделения на части составляла 3106,75 карат. Предыдущим рекордсменом XXI столетия был алмаз «Обещание Лесото», его масса составляла 603 карата.
На следующий день после объявления об обнаружении алмаза «Наш свет» компания сообщила о находке на том же месторождении алмазов массой 813 и 374 карат. Позже первый из них получил название «Созвездие» (англ. «Constellation»).
Название Lesedi la Rona (в переводе с тсвана — «Наш свет») камень получил по результатам общенационального конкурса.
Вскоре после объявления о находке сообщалось, что точная цена алмаза будет зависеть от многих обстоятельств, и приводилось мнение президента и CEO компании Уильяма Лэмба (англ. William Lamb), что говорить о ней пока слишком рано. В то же время комментаторы обращали внимание на то, что в июле 2015 года Lucara продала алмаз аналогичного качества массой 341,9 карат за 20,55 млн долларов, а в 2010 году компания Petra Diamonds продала 507-каратный алмаз за 35,3 млн. Поступившее от потенциального покупателя предложение продать алмаз за 40 млн долларов компания отклонила.
Алмаз был выставлен на продажу на аукционе «Сотбис» 29 июня 2016 года, но продать его не удалось. Максимальная предложенная сумма, 61 млн долларов, оказалась меньше минимальной, ожидавшейся «Сотбис» (70 млн долларов). Ранее Lucara продала алмаз «Созвездие» за 63 млн долларов, что является рекордной суммой, когда-либо уплаченной за необработанный алмаз.
26 сентября 2017 года The Daily Telegraph сообщила, что алмаз выкуплен у компании Lucara Diamond Corporation за 53 млн долл. британским магнатом Лоуренсом Граффом.